# Bockenem
Bockenem est une ville allemande située en Basse-Saxe dans l'arrondissement de Hildesheim. Elle est située sur la route des maisons à colombages qui va de l'Elbe au nord jusqu'au lac de Constance au sud.

## Histoire
La ville a été fondée en 1154. En 1314, elle a été acquise par la principauté épiscopale de Hildesheim. En 1523, elle est passée sous le contrôle de la principauté de Brunswick-Wolfenbüttel jusqu'en 1643, date à laquelle elle est revenue dans le giron de la principauté épiscopale de Hildesheim. En 1974, 18 municipalités ont été fusionnées pour former la ville actuelle.

## Économie
Meteor Gummiwerke, une entreprise qui fabrique des joints en caoutchouc pour l'industrie automobile, a son siège à Bockenem. C'est le plus gros employeur de la ville, plus de 1 500 personnes en 2013.

## Jumelages
- Güntersberge, Allemagne (Saxe-Anhalt)
- Thornbury (Gloucestershire), Royaume-Uni
- Zawadzkie, Pologne